# Alexander Jakobsen
Alexander Amir Zatuna Jakobsen (født 18. marts 1994 i Rødovre, Danmark) er en dansk-egyptisk fodboldspiller.

## Karriere

### PSV
Efter at have spillet for både FCK, Lyngby BK, samt en prøvetræning hos storklubben Liverpool FC som 13-årig, skiftede stortalentet i 2011 til hollandske PSV. Han kom ind på klubbens akademi, hvor han i 2011-2012 sæsonen spillede for A1, 2012-2013 spillede for PSV A1, og i 2013-2014 blev rykket op på reservetruppen som seniorspiller, som var holdet Jong PSV.
I PSV spillede han bl.a. sammen med danske Mathias "Zanka" Jørgensen.

### Dinamo Zagreb
Eftersom Jakobsen stod uden kontrakt, skiftede han til Dinamo Zagreb.

### Falkenbergs FF
23. juni 2016 afsluttedes hans kontrakt med Falkenbergs FF efter en episode, hvor Alexander Jacobsen formentlig slog en holdkammerat med en ispose.

### FK Bodø/Glimt
Jakobsen skrev under med FK Bodø/Glimt den 17. august 2016, hvortil han skiftede på en fri transfer.

### Viborg FF
Den 31. januar 2017 på transfervinduets sidste dag blev det offentliggjort, at Alexander Jakobsen skiftede til Viborg FF, hvor han skrev under på kontrakt gældende frem til sommeren 2019.

### IFK Norrköping
Den 21. juli 2017 blev han solgt til IFK Norrköping. Viborg FF havde en aftale med Alexander om at han kunne blive solgt, såfremt klubben rykkede ned. Han fik sin debut for IFK Norrköping den 30. juni 2019. Efter kun fire måneder i klubben blev han kåret som årets spiller af klubbens spiller - den såkaldte Folkets Lirare 2017.
I 2019-sæsonen havde han frem til august 2019 opnået at få spilletid i syv kampe, alle som indskifter, og den 10. august 2019 blev han udlejet til Kalmar FF for resten af 2019-sæsonen. Han fik sin debut den 12. august, da han blev skiftet ind som erstatning for Nils Fröling i det 63. minut i en 1-1-kamp mod Örebro SK.

### Sarpsborg 08
Den 17. februar 2020 skrev Alexander Jakobsen under på en aftale med norske Sarpsborg 08, der spiller i Eliteserien.
Aftalen ophørte d. 5. oktober 2020.

### Zamalek
Den 3. december 2020 underskrev Alexander Jakobsen en 4 årig aftale med den egyptiske storklub Zamalek, men blot fire dage senere meddelte klubben, at kontrakten ikke blev til noget alligevel.

## Civilt liv
Alexander Jakobsen er født og opvokset i Rødovre. Hans far stammer fra Egypten, og hans mor fra Danmark.
Jakobsen blev for alvor berømt, da han som 13-årig i 2007 var med i en reklame-video for Danske Bank. I reklamen jonglerede han, og den lille dansker, som mindede en del om den brasilianske fodboldspiller Ronaldinho, fik herefter kælenavnet "Den danske Ronaldinho" og "Mini Ronaldinho".

## Titler og hæder

### Individuelt
- Folkets Lirare (årets spiller kåret af klubbens fans), IFK Norrköping: 2017[14]